# Marko Jozinović
Marko Jozinović (* 28. März 1920 in Devetine; † 11. August 1994 in Dubrovnik, Kroatien) war römisch-katholischer Erzbischof von Vrhbosna. 

## Leben
Marko Jozinović wurde am 29. Juni 1944 in der Herz-Jesu-Kathedrale von Sarajevo zum Priester geweiht. 1945 wurde er verhaftet und verbrachte sechs Jahre mit anderen Priestern und Bischöfen im Gefängnis von Zenica. Nach Jahren als Gemeindepfarrer schickte ihn Bischof Marko Alaupović 1961 an das Päpstliche Kroatische Kollegium vom Heiligen Hieronymus zu Rom, er studierte an der Päpstlichen Universität Gregoriana Philosophie und Theologie und wurde 1964 zum Doktor der Philosophie promoviert. Er lehrte ab 1969 Moraltheologie und hatte eine Professur am erzbischöflichen Priesterseminar in Sarajevo; Erzbischof Smiljan Franjo Čekada berief ihn in das Domkapitel.
Am 27. Juni 1977 ernannte ihn Papst Paul VI. zum Erzbischof von Vrhbosna. Die Bischofsweihe spendete ihm am 23. Oktober 1977 der Apostolische Nuntius in Jugoslawien, Erzbischof Michele Cecchini. Mitkonsekratoren waren Franjo Kuharić, Erzbischof von Zagreb, und Petar Čule, Bischof von Mostar-Duvno.
In seiner Amtszeit wurde die Kathedrale von Sarajevo umfassend renoviert. Aus gesundheitlichen Gründen emeritierte er am 19. April 1990.
Er starb in Dubrovnik im Alter von vierundsiebzig Jahren. Sein Leichnam wurde nach Sarajevo überführt und in der von ihm geschaffenen Bischofsgrablege im Dom beigesetzt. Bis zum Jahr 2011 wurden nach und nach die sterblichen Überreste der Erzbischöfe überführt und feierlich beigesetzt.